# Alper Canıgüz
Alper Canıgüz (* 1. Januar 1969 in Istanbul)  ist ein türkischer Schriftsteller. 

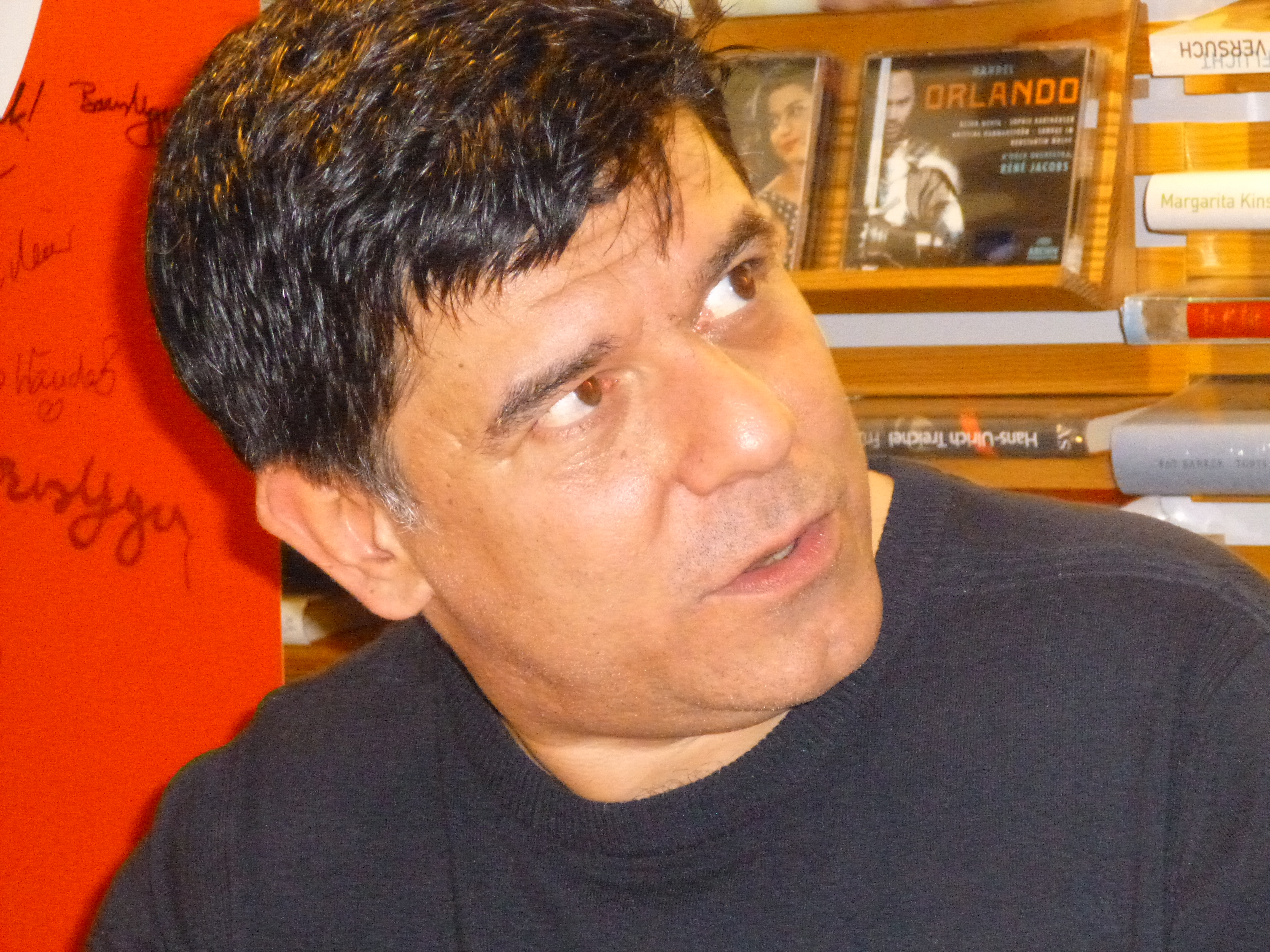
Alper Canıgüz bei Literatürk in Essen 2014

## Leben
Alper Canıgüz studierte Psychologie an der Boğaziçi Üniversitesi in Istanbul. Er war im Brotberuf als Werbetexter für nationale und internationale Werbeagenturen tätig.
Im Jahr 2000 beeindruckte Canıgüz mit seinem ersten Roman Tatlı Rüyalar die türkische literarische Öffentlichkeit. Eine deutsche Übersetzung erschien im Frühjahr 2014 unter dem Titel Die Verwandlung des Hector Berlioz. 
Im Jahr 2010 gründete Canıgüz in einer Gruppe junger Autoren die Website „Afili Filintalar“. An dieser Website sind u. a. Murat Menteş, Emrah Serbes, Murat Uyurkulak und Hakan Albayrak beteiligt.

## Werke (Auswahl)
- Tatlı Rüyalar : psiko-absürd romantik komedi (2000)
  - Die Verwandlung des Hector Berlioz : eine psycho-absurd-romantische Komödie. Aus dem Türk. von Monika Demirel. Berlin : Binooki 2014
- Oğullar ve Rencide Ruhlar (2004)
  - Söhne und siechende Seelen. Aus dem Türk. von Monika Demirel. Berlin : Binooki 2012
- Gizliajans (2008)
  - Secret Agency. Aus dem Türk. von Monika Demirel. Berlin : Binooki 2013
- Cehennem Çiçeği (2013)
  - Höllenblume Aus dem Türk. von Monika Demirel. Berlin : Binooki 2015

Kan ve Gül, Bir Kara Déjavu (2017)